# ابرهنه برن
ابرهنه برن (به آلمانی: Oberhenneborn) یک منطقهٔ مسکونی در آلمان است که در اشمالنبرگ واقع شده‌است. ابرهنه برن ۴۰۵ نفر جمعیت دارد.